# Eiji Miyamoto
Eiji Miyamoto (japanisch 宮本 英治 Miyamoto Eiji; * 3. August 1998 in der Präfektur Fukuoka) ist ein japanischer Fußballspieler.

## Karriere
Eiji Miyamoto erlernte das Fußballspielen in der JFA Academy Fukushima sowie in der Universitätsmannschaft der Kokushikan-Universität. Seinen ersten Vertrag unterschrieb er am 1. Februar 2021 beim Iwaki FC. Der Verein aus Iwaki, einer Stadt in der Präfektur Fukushima auf Honshū, spielte in der vierten japanischen Liga, der Japan Football League. Am Ende der Saison feierte er mit Iwaki die Meisterschaft und den Aufstieg in die dritte Liga. Sein Drittligadebüt gab Eiji Miyamoto am 13. März 2022 (1. Spieltag) im Auswärtsspiel gegen den Kagoshima United FC. Hier stand er in der Startelf und stand die kompletten 90 Minuten auf dem Spielfeld. Das Spiel endete 1:1. Am Ende der Saison 2022 feierte er mit Iwaki die Meisterschaft und den Aufstieg in die zweite Liga. Nach drei Spielzeiten, in denen er mit dem Verein 105 Ligaspiele bestritt, wechselte er im Januar 2024 nach Niigata zum Erstligisten Albirex Niigata. Am 2. November 2024 stand er mit Albirex im Finale des J. League Cup. Das Spiel gegen Nagoya Grampus verlor man im Elfmeterschießen.

## Erfolge
Iwaki FC
- Japanischer Viertligameister: 2021  ▲
- Japanischer Drittligameister: 2022  ▲

Albirex Niigata
- Japanischer Ligapokalfinalist: 2024